# Gasmulen
Die Gasmulen oder Gasmuli (mittelgriechisch γασμοῦλοι, Singular: γασμοῦλος), bzw. Vasmuli (mittelgriechisch βασμοῦλοι, Singular: βασμοῦλος) waren Personen, deren Vorfahren byzantinische Griechen und "Franken", also West-Europäer waren. Die Bezeichnung fand in den letzten Jahrhunderten des byzantinischen Reiches Verwendung, als Kreuzritter Verbindungen mit Griechinnen eingingen. Später wurden Gasmulen als Marinesoldaten in der Byzantinischen Marine von Kaiser Michael VIII. (r. 1259–1261) aufgenommen. Damit verlor die Bezeichnung ihre ethnische (abschätzige) Konnotation. Seit dem 14. Jahrhundert bezeichnete sie Militärpersonal generell.

## Geschichte

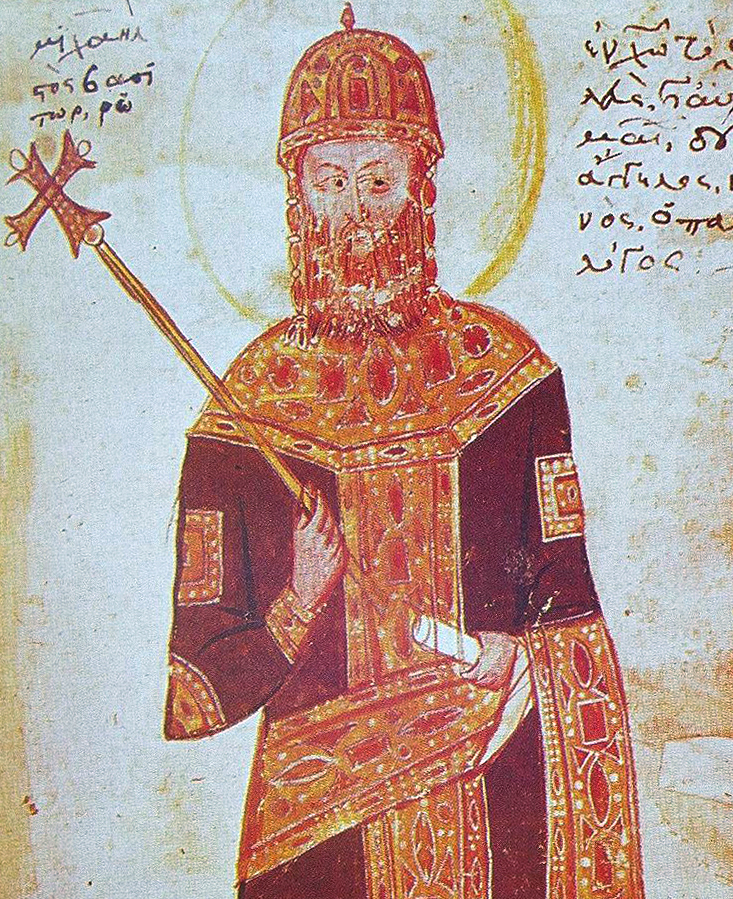
Michael VIII., der Gasmulen als Marinesoldaten in seine Flotte aufnahm.

Nach dem Vierten Kreuzzug kam es vereinzelt zu Verbindungen zwischen Griechen und Lateinern, als das Lateinische Kaiserreich und die anderen Fränkischen Fürstentümer auf byzantinischem Boden errichtet wurden. Die Etymologie der Bezeichnung gasmulos ist unbekannt. Sie erschien frühestens in der zweiten Hälfte des 13. Jahrhunderts. Dabei ist es jedoch wahrscheinlich, dass sie eine Verbindung mit dem fränkischen Wort mulus = Maultier" darstellt. Auch wenn sie generell gebraucht wurde, um Kinder aus gemischten Verbindungen zu bezeichnen, bezeichnete sie im Einzelfall eher die Kinder einer griechischen Mutter und eines fränkischen (oft venezianischen) Vaters. Die Gasmulen wurden sozial ausgegrenzt. Ihnen wurde weder von Griechen noch von Franken Vertrauen entgegengebracht, die ihrer doppelten Identität misstrauten. In einer französischen Darstellung von etwa 1330 heißt es: "Sie stellen sich bei Griechen als Griechen vor und bei Lateinern als Lateiner, sie sind für jeden alles..." In einem Vertrag von 1277 zwischen Michael VIII. und den Venezianern wurden die Gasmulen venezianischer Herkunft als venezianische Bürger behandelt, aber in den folgenden Jahrzehnten wurden viele wieder zu byzantinischen Untertanen gemacht. Das einige ihrer Nachkommen ihre venezianische Bürgerschaft wieder einklagen wollten, belastete die byzantinisch-venezianischen Beziehungen bis in die 1320er Jahre.
Nachdem Konstantinopel 1261 durch die Truppen Michaels VIII. zurückerobert worden war, wurden die Gasmulen vom Kaiser als Söldner angeworben. Zusammen mit Männern aus Lakonien dienten sie als leichtbewaffnete Marine-Infanterie bei Michaels Bemühungen, eine starke byzantinische Marine wieder aufzubauen. Das Gasmulikon-Corps spielte eine herausragende Rolle in den byzantinischen Kampagnen, die Inseln der Ägäis in den Jahren um 1260 bis 1270 zurückzuerobern, doch nach dem Tod von Michael VIII. 1285 vernachlässigte sein Nachfolger Andronikos II. Palaiologos größtenteils die Marine. Nachdem ihnen jegliche Entlohnung vom Herrscher verweigert wurde, verblieben nur wenige Gasmulen im kaiserlichen Dienst. Viele von ihnen suchten Anstellung in fränkischen und türkischen Flotten, als Leibwächter für Würdenträger, oder sie wandten sich zur Piraterie.
Anfang des 14. Jahrhunderts hatte die Bezeichnung „Gasmulischer Dienst“ (gr.: γασμουλική δουλεία, " Dienst als Gasmulos") ihre spezifisch ethnischen Konnotationen verloren und wurde nach und nach ausgedehnt auf jeglichen Dienst leichtbewaffneter Soldaten zu Wasser und zu Land. Unter dieser Bezeichnung dienten Gasmulen in den Truppen der Byzantiner und Osmanen und selbst in den lateinischen Fürstentümern der Ägäis (dort war die servitio et tenimento vasmulia erblich) im 15. und 16. Jahrhundert. Die byzantinische Flotte, so wie sie im letzten Jahrhundert ihres Bestehens aufgebaut war, nutzte weiterhin ihre Dienste. Die Gasmulen spielten eine Rolle im Byzantinischen Bürgerkrieg von 1341–47, als sie ihren Kommandanten, den Megas Doux Alexios Apokaukos gegen Johannes VI. Kantakouzenos unterstützten. Nach dem Sieg des letzteren wurden viele der Gasmulen entlassen. Diejenigen aus Gallipoli liefen über zu den Türken und formten so die Mannschaften für die erste osmanische Flotte.